# گیربکس

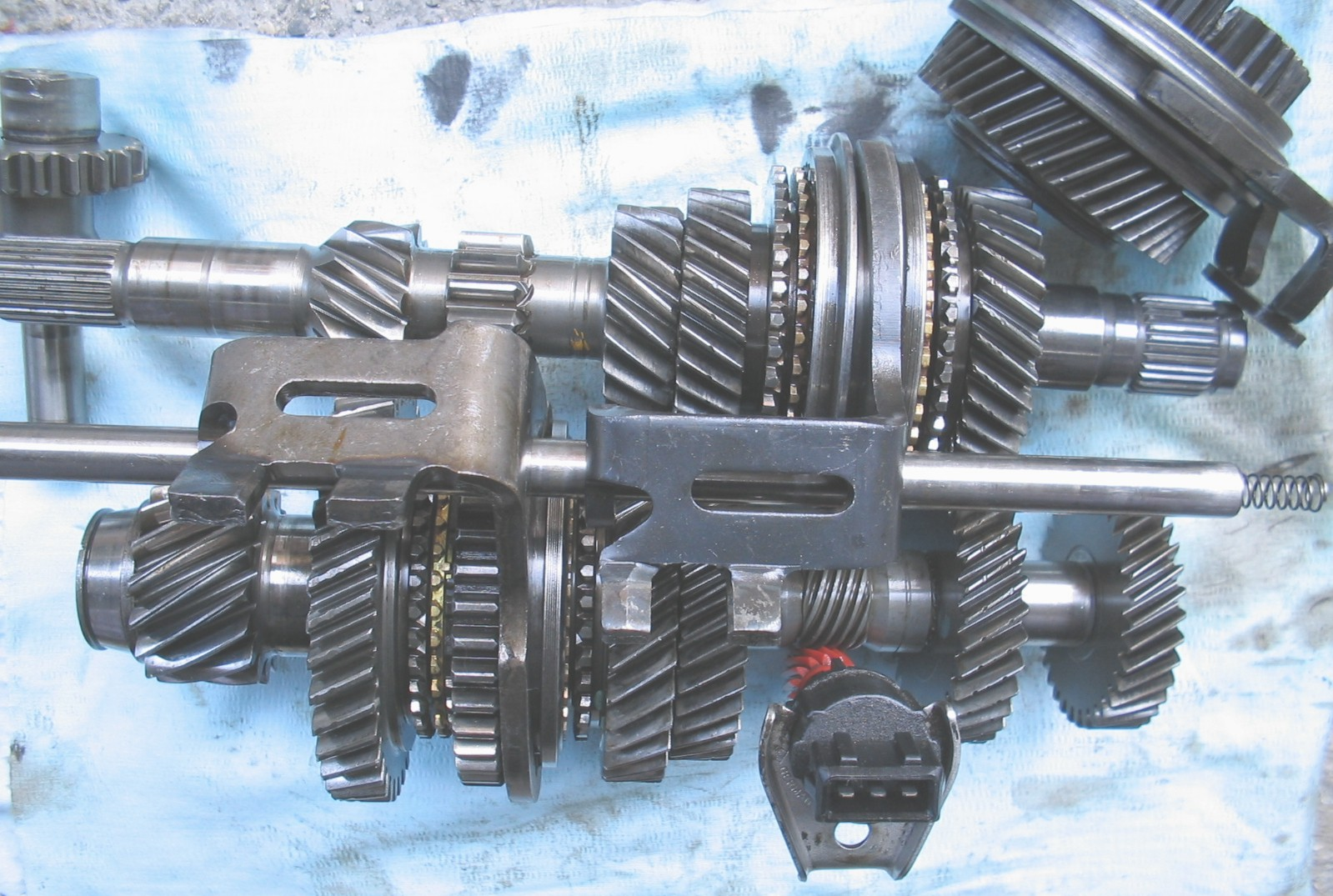
جعبه‌دنده با ۵ سرعت + معکوس. ۱۶۰۰ فولکس‌واگن گلف (۲۰۰۹).

جَعبه‌دَنده یا گیِربُکس (به انگلیسی: Gearbox) که لوئی رنو آن را اختراع کرد، ماشینی شامل یک منبع نیرو و یک سامانه انتقال قدرت است که کاربرد خاصی از توان را فراهم می‌آورند. لغت‌نامهٔ مریام وبستر انتقال را به این صورت تعریف می‌کند: مجموعه‌ای از قطعاتی که شامل دنده‌های تغییر سرعت و میل‌کاردان‌هایی است که توسط آن‌ها توان را از موتور به یک محور تحت بار منتقل می‌شود. انتقال اغلب به جعبه‌دنده که از دنده‌ها و سلسله‌ای از دنده‌ها برای فراهم‌آوری تبدیل سرعت و دور موتور از یک منبع چرخان به دستگاهی دیگر استفاده می‌کند اشاره دارد.
جعبه‌دنده خودروهای سواری دارای ۴ یا ۵ دنده برای حرکت رو به جلو و معمولاً یک دنده برای حرکت به عقب و موقعیت بی‌طرف می‌باشد، امروزه از جعبه‌دنده‌های ۶ و ۷ سرعته خودکار و دستی در خودروهای نسل جدید استفاده می‌شود.